# Небиш (тауншип, Миннесота)
Небиш (англ. Nebish) — тауншип в округе Белтрами, Миннесота, США. На 2000 год его население составило 318 человек.

## География
По данным Бюро переписи населения США площадь тауншипа составляет 93,0 км², из которых 88,8 км² занимает суша, а 4,1 км² — вода (4,46 %).

## Демография
По данным переписи населения 2000 года здесь находились 318 человек, 110 домохозяйств и 88 семей.  Плотность населения —  3,6 чел./км².  На территории тауншипа расположено 127 построек со средней плотностью 1,4 построек на один квадратный километр. Расовый состав населения: 98,43 % белых, 0,31 % коренных американцев и 1,26 % приходится на две или более других рас. Испанцы или латиноамериканцы любой расы составляли 0,63 % от популяции тауншипа.
Из 110 домохозяйств в 44,5 % воспитывались дети до 18 лет, в 60,9 % проживали супружеские пары, в 10,9 % проживали незамужние женщины и в 19,1 % домохозяйств проживали несемейные люди. 15,5 % домохозяйств состояли из одного человека, при том 6,4 % из — одиноких пожилых людей старше 65 лет. Средний размер домохозяйства — 2,89, а семьи — 3,17 человека.
31,8 % населения — младше 18 лет, 6,9 % — в возрасте от 18 до 24 лет, 28,6 % — от 25 до 44, 18,2 % — от 45 до 64, и 14,5 % — старше 65 лет. Средний возраст — 36 лет. На каждые 100 женщин приходилось 107,8 мужчин.  На каждые 100 женщин старше 18 приходилось 97,3 мужчин.
Средний годовой доход домохозяйства составлял 40 833 доллара, а средний годовой доход семьи —  39 500 долларов. Средний доход мужчин —  37 045 долларов, в то время как у женщин — 19 375. Доход на душу населения составил 13 204 доллара. За чертой бедности находились 12,8 % семей и 15,0 % всего населения тауншипа, из которых 8,7 % младше 18 и 8,5 % старше 65 лет.